# Ustava
Ustava je najvišji splošni akt, s katerim država predpiše splošna načela in oblike svoje politične ter družbene ureditve. V ustavo so običajno zapisana splošno veljavna načela in pravila, s katerimi lahko državljani oblikujejo državo. Za njen sprejem in spremembo v parlamentu je običajno potrebna zahtevnejša, t. i. kvalificirana večina, z njo pa morajo biti usklajeni tudi vsi drugi pravni akti, ki sestavljajo pravni red države. Za to v mnogih demokracijah skrbi ustavno sodišče ali njemu enakovredno najvišje sodišče v državi.
Izposojena beseda za ustavo konstitucija izhaja iz latinske besede »constitutio« (stanje, položaj). V obdobju dominata v rimskem pravu so cesarske konstitucije (tj. imperatorjevi ukazi) predstavljale postavljeno vladarjevo pravo. V absolutizmu pa se je razvila ideja konstitucionalizma, tj. politični boj za omejevanje absolutne oblasti in ustanovitev osnovnih človekovih pravic ter podpiranje gospodarskih pobud in dejavnosti onkraj urejanja vladarja.

## Ustavna zgodovina
Ustavna zgodovina je znanstvena veda znotraj pravne zgodovine in se razlikuje od splošne (politične idr.) zgodovine in ima svojo specifično terminologijo in koncepte. Veda je močno razvita v državah z dolgo in močno državniško zgodovino. V Sloveniji so to področje po Ivanu Žolgerju (1867-1925), ki je še deloval v avstrijski tradiciji, pokrili v glavnem strokovnjaki splošnega zgodovinopisja, tako Sergij Vilfan (1919-1996), ki je obravaval celotno pravno zgodovino (privatno kakor tudi javno pravo) ali Janez Cvirn (1960-2013). Med novejše specializirane avtorje štejemo koroškega Slovenca avstrijske znanstvene šole Bojana-Ilija Schnabla.
Ustavno pravo je pravo državne ureditve, veda je specifično lahko omejena na primerjalno ustavno pravo, kjer se primerja med seboj različne ustavne ureditve. Pri sestavljanju ustav se naslanja na obstoječe politične običaje, tradicije in pravni red, kot obstaja v času pisanja ustave. Pri ustavni materiji je pomembna tudi teorija države kot samostojne organizacije, ki deluje znotraj kot uprava in zunaj kot stranka mednarodnega prava.

## Razvrščanje ustav
Kodificirana in nekodificirana ustava: Kodificirana ali enovita je tista ustava, ki jo sestavlja en pravni akt, v katerem so temeljna pravna pravila, nekodificirana pa tista, v kateri so ta pravila v več pravnih aktih. Ustava Republike Slovenije je kodificirana, najbolj prepoznana nekodificirana ustava je ustava Združenega kraljestva.
Pisana in nepisana ustava: Večina sodobnih držav ima ustavo v pisani obliki. Pojem nepisane ustave se povezuje z Združenim kraljestvom, ki nima ustave v formalnem pomenu, saj je pomemben del ustavnih dejavnosti črpa iz ustavnim običajev, ustaljenih rešitev, navad in načinov reševanja zapletov pri vladanju, imenovanjih in definiranih razmerjih med vejami oblasti. Podobno velja za nepisani del Indijske ustave tudi zapuščina Ved in hindujske družbe.
Toga (ali čvrsta) in gibka ustava: Toga je tista ustava, pri kateri je za njen sprejem predpisan poseben ustavno revizijski postopek, ki je strožji, daljši in težji od zakonodajnega. Značilno za tovrstne ustave je, da se le redko spreminjajo in da so po formalni veljavi nad zakoni. Gibka je tista ustava, ki se po postopku sprejemanja in spreminjanja ne razlikuje od navadnih zakonov. Za te ustave je značilno, da se bistveno pogosteje spreminjajo. Delitev je deloma odvisna tudi od pripravljenosti suverena, da akt spremeni.
Oktroirana ustava je vsiljena ustava, ki je nastala po nareku monarha na prehodu iz absolutne v ustavno monarhijo. Jugoslovanski kralj Aleksander je leta 1931 (3. september) sprejel takšno ustavo. Iz pravnega vidika take listine ni izdala država, temveč njen predstavnik, zato se normalno ne obravnava kot ustava ampak kot statut.
Ustavni pakt: značaj ustavnega pakta je imela vidovdanska ustava. 
Monarhične in republikanske ustave je razvrstitev glede na obliko vladavine.
Parlamentarne, predsedniške in skupščinske ustave je razvrstitev glede na obliko državne oblasti.
Ustave unitarnih, federativnih držav je razvrščanje glede na obliko političnega sistema.
Državne ustave in ustave federalnih enot (dežel) je razvrščanje glede na državnopravno hierarhijo.
Evropska skupnost nima ustave, ker ni država, ima pa evropsko pravo v široki meri prednost pred nacionalnimi ustavnimi zakoni. Leta 2004 neuspeli poskus ustavne ureditve Evropske Unije je padel v vodo, zato so ustavno materijo v veliki meri pretopili v Lizbonsko pogodbo.
Ustave se razvrščajo zgolj teoretično, v praksi pa je ustava tisti vrhovni pravni akt, na katerega se lahko sklicuje prav vsaka oseba, ki ima opravka z državo, katero ureja ta ustava. Urejanje ustavnih materij torej določa vsebino same države in njenih organov in daje obveznosti tako v proračunu kot izhajajo iz pravosodnih organov. Glede na ta dejstva se ustave delijo tudi na bolj ali manj napredne glede na število pravic, ki jih imenujejo v ustavi. Pravilo je, da mlajše države naštejejo pravice, ki jih pravna teorija pozna in te pravice tudi ščitijo po obstoječih pravnih teorijah. Tako se pravice lahko delijo na moderne in manj moderne. Med moderne ustave so šteli Ustavo R Slovenije (1991) , Ustavo Weimarske republike, Ustavo ZDA v času sprejemanja.
Ustave urejajo pravila države na področju same države in za njene državljane. Mednarodno pravo z mednarodnopravnimi pogodbami in institucijami, ki določajo pravila državam in ponujajo različne programe in dejavnosti za različne države, upoštevajo te ustave, države pa si lahko pomagajo za lažjo uveljavitev določenega prava, da mednarodne pogodbe uporabljajo kot pravni vir v svoji državi. Tako je pomemben ustavni vir prava človekovih pravic v BiH Evropska konvencija o človekovih pravicah.

## Predmet ustave
Ustava vsebuje pomemben del določb o ustavnih človekovih pravicah. Tako so določene človekove pravice in svoboščine in pravice državljanov kakršne imajo v odnosu do državnih organov in državnih funkcionarjev.
Ustava določa pravice in dolžnosti vseh vej oblasti: zakonodajalne, izvršne, upravne in sodne. Izvršna in upravna oblast sta običajno povezane v eno vejo. V osnovi je popisan postopek zakonodaje, pravic do volitev in obseg sprememb, ki jih volitve in referendumi omogočajo. Zapisane so pravice predstavnikov suverena, ljudstva ali interesnih skupnosti in dolžina njihovega mandata. Podobno velja tudi za mandat predstavnikov izvršne oblasti in sodne oblasti.
Ustave lahko poznajo tudi pravilo enotnosti oblasti, kar pomeni, da izvoljeni predstavniki oblasti imenujejo tako vlado kot vse druge državne organe in so prav vsi tudi odgovorni za odgovorno državno vlado na vseh področjih. V takšni državi opozicija ni dovoljena oziroma je možna le v smislu novih idej in novih premislekov za vladajočega.
Poleg pomembnih podatkov o vejah oblasti določa tudi razmerja med posamezniki vejami. Tako lahko določa primer nezaupnice, ko parlament odloča o mandatu predsednika izvršne oblasti, ustavne odločbe, ko sodna oblast odloča o kršitvi ustave ali politiko, postopek imenovanja sodnikov in odgovornost in naloge, ki jih imajo veje oblasti za primer izrednega stanja in ob kakšnih primerih gre za izredno stanje. Ustava lahko ureja tudi uporabo referenduma v državi in pomen referenduma z zakonodajo in ustavo. Referendumi so lahko tudi izključno posvetovalni.
Ustava označi na kakšen način in kako se lahko ustavo spremeni. Opisuje druge pomembne državne ustanove. Nekateri zapisi v ustavi nimajo nujno pravne veljave, temveč so dekleratorni, vizionarski, želijo predvsem opisati razloge in pomen teh velikih političnih in pravnih sprememb za prebivalce in državljane. Ustava opisuje vladavino in ji postavlja pravne meje, katere zakonodajalci ne morejo spremeniti brez spreminjanja državne ureditve.
Nekatere države ustavo nenehno dopolnjujejo z novimi akti, ki izničijo starejše, a možno je tudi ustavno besedilo le dopolnjevati ali celo več različnih aktov postaviti za obenem veljavne in ne izključujoče, kar pravnikom daje večjo možnost razlage ustavnopravne materije. Določi se tudi narava zakonodaje, ki je obstajala pred novonastalo državo ali je obstajala pred ustavno spremembo.

## Ustava Republike Slovenije
Ustava Republike Slovenije je bila sprejeta in razglašena leta 1991. Pred samostojnostjo sta v Sloveniji veljali zvezna ustava iz leta 1974 in republiška ustava iz istega leta. Štejemo jo lahko med pisane, kodificirane in toge ustave.